# Зверь (фильм, 2022)

«Зверь» (англ. Beast) — американский боевик о выживании 2022 года режиссёра Бальтасара Кормакура по сценарию Райана Ингла, основанному на сюжете Джейми Примака Салливана. В главных ролях Идрис Эльба, Ияна Халли, Леа Сава Джеффрис и Шарлто Копли. Фильм рассказывает об овдовевшем отце и двух его дочерях-подростках, которые посещают южноафриканский заповедник, но должны бороться за выживание, когда их преследует и нападает свирепый лев-людоед.
Фильм был выпущен в США компанией Universal Pictures 19 августа 2022 года. Фильм заработал 59 миллионов долларов по всему миру при бюджете в 36 миллионов долларов и получил смешанно-положительные отзывы от критиков.

## Сюжет
Нейт, недавно потерявший жену, возвращается в Южную Африку, где он впервые её встретил. Вместе с двумя дочерьми-подростками он едет в заповедник, которым управляет старый друг семьи. Однако вскоре свирепый лев, охотящийся на людей, начинает нападать на них и пожирать всех на своем пути. Их путь к спасению превращается в борьбу, в которой их стойкость будет проверена на прочность.

## В ролях
- Идрис Эльба — доктор Нейт Сэмюэлс
- Ияна Халли — Мередит Сэмюэлс
- Леа Сава Джеффрис — Нора Сэмюэлс
- Шарлто Копли — Мартин Бэттлз

## Производство
В сентябре 2020 года стало известно, что Идрис Эльба исполнит главную роль в новом фильме кинокомпании Universal Pictures под названием «Зверь». В основе сюжета оригинальная идея Джейми Примак Салливан, режиссёром выступил Балтазар Кормакур. В июне 2021 года к актёрскому составу присоединились Шарлто Копли, Айана Халли и Лиа Сава Джеффрис.
Съёмки начались 1 июня 2021 года в Южной Африке и продолжались десять недель. Съемки проходили в сельских провинциях Намибии.
Музыку к фильму написал Стивен Прайс. Саундтрек выпустила Back Lot Music.

## Показ
Премьера фильма состоялась 19 августа 2022 года.
Фильм был выпущен на VOD 8 сентября 2022 года, а затем Blu-ray и DVD 11 октября 2022 года. Фильм был выпущен на Peacock 7 октября 2022 года.

## Реакция

### Кассовые сборы
Фильм зарбаотал 31,8 миллионов долларов в США и Канаде и 27,3 миллионов долларов на других территориях, что составляет в общей сложности 59,1 миллиона долларов. при бюджете в 36 миллионов долларов США.
В Северной Америке фильм был выпущен вместе с мультфильмом «Dragon Ball Super: Super Hero» и, по прогнозам, должен был заработать около 10 миллионов долларов в 3743 кинотеатрах в первый уик-энд. Фильм заработал 4,3 миллиона долларов в первый день, в том числе 925 000 долларов с предпоказов в четверг вечером. Он дебютировал с результатом 11,6 миллиона долларов, заняв второе место после «Super Hero». Крупнейшей демографической группой были афроамериканцы — 34%, за ними следовали белые американцы — 26%, латиноамериканцы — 23% и азиаты — 10%. Почти половина аудитории в первые выходные была старше 35 лет, а треть — старше 45 лет. Во второй уик-энд фильм заработал 4,9 миллиона долларов, заняв третье место.

### Награды и номинации
Фильм был номинирован за лучшего анимационного персонажа в фотореалистичном фильме на 21-й церемонии вручения премии Общества визуальных эффектов.